# Westringia senifolia
Westringia senifolia là một loài thực vật có hoa trong họ Hoa môi. Loài này được F.Muell. miêu tả khoa học đầu tiên năm 1855.